# Klara Kaus
Klara Kaus (geboren am 28. November 1903 in Ellern als Klara Schwob; gestorben im Jahr 1985) war eine Deutsche im Widerstand gegen den Nationalsozialismus. Im Jahr 1973 wurde die Mannheimerin mit dem Bundesverdienstkreuz für ihre mutigen Taten in der Zeit des Nationalsozialismus ausgezeichnet. Sie erhielt 1974 zudem den israelischen  Ehrentitel Gerechte unter den Völkern.

## Leben und Wirken
Klara Kaus war Hausfrau, die aus einer evangelischen Familie kam. Ihr Ehemann, Karl Kaus, war Angestellter bei der Stadt Mannheim und wurde später zur Wehrmacht eingezogen. Zuvor hatten sie gemeinsam in einer Wohnung in Mannheim gelebt. Karl Kaus stammte aus einer katholischen Kaufmannsfamilie aus Mainz. Im Juli 1930 zog er von dort nach Mannheim. Am 16. September 1934 schlossen Klara und Karl in dieser Stadt ihre Ehe. Die Ehe blieb kinderlos. Karl Kaus starb im Stadtteil Waldhof (Mannheim) am 30. Oktober 1969.
Klara beschrieb sich selbst und ihren Mann als weder besonders politisch noch religiös aktiv. Trotzdem nahm sie 1943 eine junge Jüdin aus Karlsruhe namens Ellen Loebel-Thorn-Roshin in ihrer Wohnung auf, um sie vor der nationalsozialistischen Judenverfolgung zu schützen. Frau Kaus habe die Familie Loebel zufällig gekannt. Im Jahr 1943 hat sie von einem anstehenden „Judentransport“ (Deportation in die Vernichtung) erfahren und konnte die Familie über Bekannte warnen. Diese hatte keinen Zufluchtsort. Da bot die Mannheimerin ihnen an, die beiden Töchter Ellen und Hannelore in ihrer Wohnung aufzunehmen und sie dort zu verstecken. Die Mutter der beiden entschied sich aber, sich mit ihrer jüngeren Tochter Hannelore auf einem Dachboden zu verstecken. Der Vater, welcher zuvor bereits Zwangsarbeit leisten musste, konnte illegal in einer Gartenhütte unterkommen. Ellens Großmutter hingegen wurde deportiert und ermordet.
Somit war es nur Ellen, die im Alter von 16 Jahren zu der ihr bis dahin unbekannten Frau Kaus zog und dort die nächsten zwei Jahre ihres Lebens versteckt leben konnte. Allerdings lebte sie nicht ununterbrochen in der Wohnung des Ehepaars Kaus im Luisenring 37, sondern kam zeitweise – aufgrund der vielen Luftangriffe – bei Gabrielle Ambruster aus Heidelberg unter. Nachdem die Wohnung von Klara Kaus bei einem Bombenanschlag zerstört worden war, nahm sie Ellen in ihrer neuen kleineren Wohnung auf. Dort wurden weitere ausgebombte Personen einquartiert, weshalb Ellen von diesem Zeitpunkt an noch stärker isoliert überleben musste. Klara Kaus ernährte das Mädchen von ihren Lebensmittelmarken, da es für Ellen keine Zuteilung gab.
Erst nach der Befreiung Deutschlands im Frühjahr 1945 durch die US-Armee konnte Ellen mit der Unterstützung des Armee-Rabbiners das Wiedersehen mit ihrer Familie ermöglicht werden. 1950 verließ Ellen mit ihrem Ehemann Deutschland und emigrierte in die Vereinigten Staaten. Sie zog nach New York City, ihre Familie folgte ihr einige Zeit darauf. Ellen und ihr Mann bekamen zwei Töchter.
Klara Kaus blieb in Mannheim und hielt über 20 Jahre hinweg Briefkontakt mit Ellen. Für beide reichten die finanziellen Mittel für ein Wiedersehen nicht aus. Im Sommer 1973 – 30 Jahre, nachdem sie von Frau Kaus aufgenommen worden war – ermöglichte schließlich ein Mannheimer Reisebüro durch ein gespendetes Flugticket, dass Ellen Loebel-Thorn-Roshin ihre „Pflegemutter“ in Mannheim besuchen konnte. Auf die Reise nahm sie eine ihrer Töchter mit. Beide Frauen trugen bleibende gesundheitliche Schäden aus der Zeit des Nationalsozialismus davon. Klara litt besonders unter der Angst beim Türklingeln. Ellen war ebenfalls schreckhaft bei Klingelgeräuschen und wollte sich nie fotografieren lassen.
Klara Kaus wurde 81 Jahre alt und wurde am 15. April 1985 in Wackernheim bei Mainz beerdigt. Dorthin war sie zuvor aus gesundheitlichen Gründen umgezogen.

## Ehrungen und Auszeichnungen

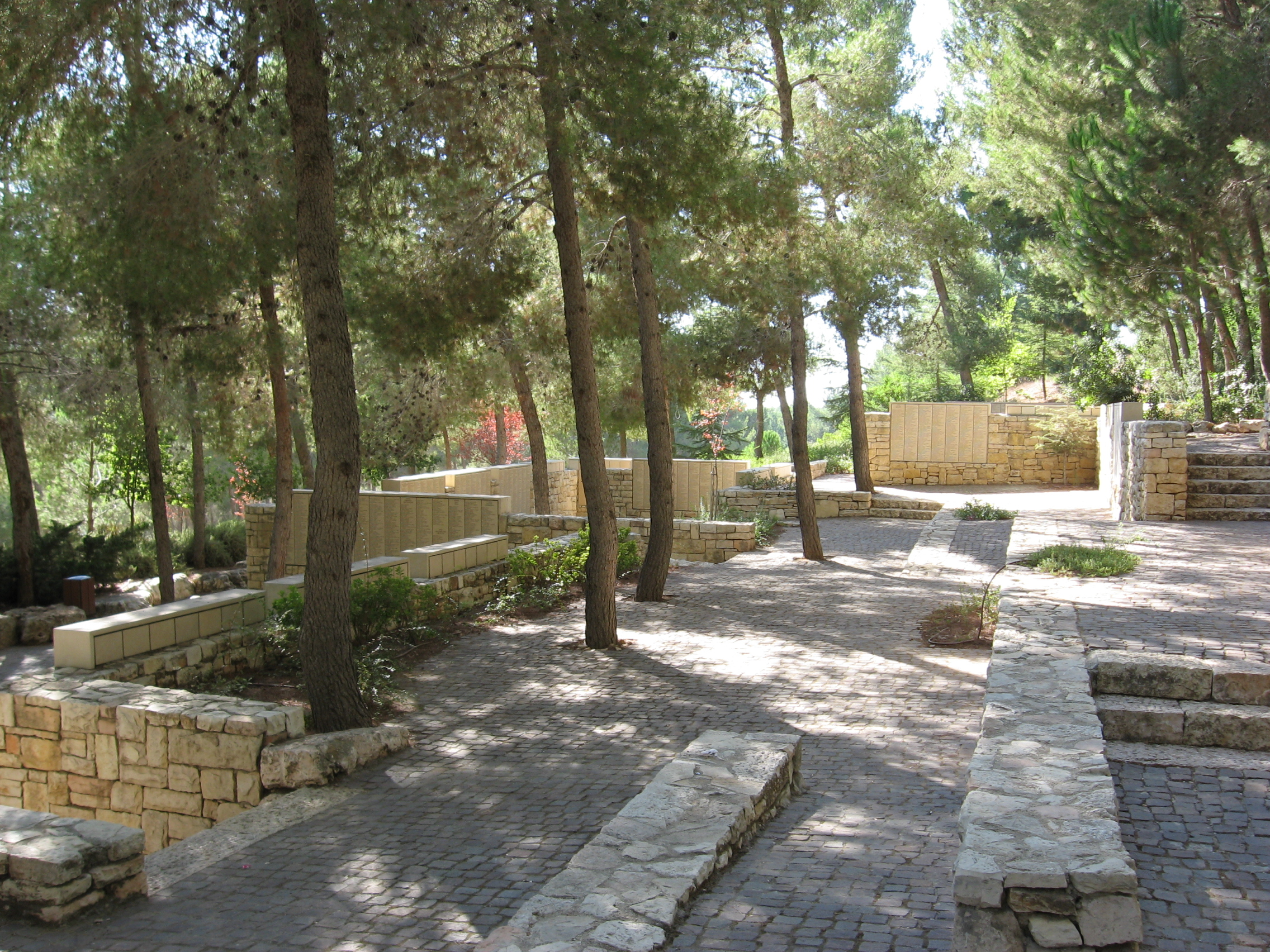
Der Garten der Gerechten unter den Völkern

Klara Kaus’ Taten wurden erst nach Jahrzehnten öffentlich anerkannt. Auf Bemühungen von Mirjam Reich hin, schlug der damalige Ministerpräsident Filbinger die Mannheimerin für die Verleihung des Bundesverdienstkreuzes vor. Dieses wurde ihr im März 1973, im Alter von 69 Jahren, vom Mannheimer Bürgermeister K. O. Watzinger übergeben. Zusätzlich erhielt sie „eine Ausgabe der Dokumentation über die Judenverfolgung in Mannheim, in der sie erwähnt ist“. Das Vorstandsmitglieds Althausen der Jüdischen Gemeinde Mannheims gratulierte ihr dazu.
1974 wurde Kaus von Yad Vashem ausgezeichnet. Am 27. August überreichte ihr der Gesandten Jitzhak Ben-Ari in der israelischen Botschaft in Bonn die „Medaille der Gerechten“, weil sie ein jüdisches Kind vor der Verfolgung des deutschen NS-Regimes gerettet hatte.
Kaus pflanzte in dem Gedenkzentrum für jüdische Opfer in Jerusalem, das sie ausgezeichnet hatte, einen Baum. Dorthin schickte Ellen einen Brief, in dem sie ihre Anerkennung für die Taten ihrer „Pflegemutter“ ausdrückte. Auch Ellens Vater setzte sich dafür ein, dass Kaus Widerstand anerkannt wird.